# Tavanipupu
Tavanipupu è un'isola nella Provincia di Guadalcanal delle Isole Salomone.